# Nếp gấp ngang mông
Nếp gấp ngang của mông (tiếng Anh: gluteal sulcus) là một khu vực trên cơ thể người và vượn người, được mô tả là một nếp gấp ngang được hình thành phía dưới của mông và phía trên của đùi ở phần mặt sau đùi. Nếp gấp ngang này được hình thành bởi nếp gấp da nằm ngang phía sau của khớp hông và lớp mỡ bên trên và không được hình thành bởi đường viền dưới của cơ mông lớn, chéo qua nếp gấp xiên. Đây là một trong những đặc điểm xác định chính của mông. Trẻ em mắc chứng loạn phát triển hông được thấy khi quan sát sự phát sinh nếp gấp mông không đều, có thể được chẩn đoán bằng khám sức khỏe và siêu âm.